# Nowodziewiczy Monaster Zmartwychwstania Pańskiego w Petersburgu
Nowodziewiczy Monaster Zmartwychwstania Pańskiego (ros. Воскресенский Новодевичий монастырь) – prawosławny żeński klasztor w Petersburgu, w jurysdykcji eparchii petersburskiej Rosyjskiego Kościoła Prawosławnego. Położony w historycznej Dzielnicy Moskiewskiej  Petersburga, obecnie w rejonie moskiewskim miasta, przy Prospekcie Moskiewskim.

## Historia
Monaster został utworzony decyzją cara Mikołaja I 14 marca 1845, jako kontynuator tradycji monasteru Smolnego utworzonego w 1748 na polecenie carycy Elżbiety. Wymieniona wspólnota istniała w latach 1748–1822 i została zamknięta z powodu braku mniszek. Inicjatorką restytucji wspólnoty była wielka księżna Olga Nikołajewna Romanowa. Początkowo monaster zajmował budynek dawnego Kolegium Duchownego Grecko-Unickiego (zajmującego się sprawami Kościoła unickiego w Imperium Rosyjskim), natomiast nabożeństwa dla mniszek odbywały się w dolnej świątyni cerkwi Zwiastowania na Wyspie Wasylewskiej. Ponieważ mniszki szybko uznały siedzibę za nieodpowiednią, zwróciły się o przekazanie przez skarb państwa gruntów, na których mogłyby wznieść nowy kompleks monasterski. Prośba ta została spełniona, a położenie kamienia węgielnego pod monasterski sobór Zmartwychwstania Pańskiego odbyło się 3 listopada 1849. Uroczystości przewodniczył metropolita petersburski Nikanor, osobiście przybył na nie car.
Zespół zabudowań klasztornych zaprojektował N. Jefimow przy pomocy K. Reimersa. On też przez pierwsze dwa lata kierował pracami budowlanymi. Gdy zmarł w 1851, obowiązki te przejął L. Bonstadt, a następnie Nikołaj Syczew. Monaster wznoszony był ze środków przekazanych przez państwo (do 1854 25 tys. rubli rocznie) oraz z darów prywatnych. Wśród ofiarodawców były królowa Wirtembergii i wielka księżna rosyjska Olga, hrabina Anna Orłowa-Czesmenska oraz pierwsza przełożona wspólnoty, ihumenia Teofania (Gotowcowa). W 1854 wspólnota oficjalnie przeniosła się do nowego monasteru.
Do 1917 w monasterze wzniesiono następujące świątynie: sobór Zmartwychwstania Pańskiego, drewnianą cerkiew Kazańskiej Ikony Matki Bożej (w 1849), murowaną cerkiew pod tym samym wezwaniem (XX w.), Ikony Matki Bożej „Pocieszycielka” (z 1854), Trzech Świętych Hierarchów (z 1855), św. Izydora (położona w monasterskiej dzwonnicy, wzniesionej na pocz. XX wieku) oraz dwie świątynie cmentarne – Ikony Matki Bożej „Wszystkich Strapionych Radość” oraz św. Eliasza. Klasztor posiadał własne gospodarstwo, pracownie ikonopisania, wyrobu dywanów oraz wyszywania szat, od 1901 prowadził szpital, istniały przy nim także przytułek dla sierot oraz dla mniszek podeszłych wiekiem. W końcu XIX w. utworzono przy nim szkołę parafialną św. Włodzimierza. Cmentarz monasterski był miejscem pochówku wielu zamożnych kupców i przedstawicieli rodzin szlacheckich; pochowano na nim m.in. Fiodora Tiutczewa, Nikołaja Niekrasowa, Michaiła Wrubla, Aleksandra Gołowina.
Przed rewolucją październikową w monasterze przebywało 77 mniszek, 58 posłusznic etatowych oraz 258 posłusznic nieetatowych.
W 1918 monaster został zlikwidowany. Mniszki zdołały jednak utworzyć i legalnie zarejestrować spółdzielnię pracy i parafię, co pozwoliło im jeszcze do 1932 kontynuować życie wspólnotowe i modlić się w klasztornych świątyniach. W 1929 na polecenie władz zamknięto, a następnie rozebrano drewnianą cerkiew Kazańskiej Ikony Matki Bożej, a w latach 1930–1931 także obie świątynie cmentarne. W lutym 1932 aresztowanych zostało 126 mniszek i posłusznice. W dotychczasowym miejscu zamieszkania pozostały jedynie siostry chore i niezdolne do poruszania się oraz ihumenia Teofania (Rentel). W maju tego samego roku obwodowy komitet wykonawczy podjął decyzję o przebudowie soboru Zmartwychwstania Pańskiego na sklep wielobranżowy. W roku następnym rozebrano monasterską dzwonnicę, mur otaczający kompleks klasztorny, kopuły na ostatnich istniejących cerkwiach, zniszczono ich wyposażenie. W 1935 ihumenia Teofania została aresztowana i skazana na zsyłkę do Ufy. Przez trzy lata była jeszcze czynna cerkiew Ikony Matki Bożej „Pocieszycielka”. Została ona zamknięta w 1938; w tym też roku aresztowany i rozstrzelany został służący w niej protodiakon Władimir Bielajew. Zabudowania klasztoru przekazano instytutowi budowy maszyn elektrycznych.
Klasztor został restytuowany w 1996, stopniowo wspólnota odzyskała dawne zabudowania monasterskie, które wymagały natychmiastowego remontu. Pierwszą z monasterskich cerkwi, którą przywrócono do użytku liturgicznego, była świątynia pod wezwaniem Kazańskiej Ikony Matki Bożej. Następnie odnowiono także cerkiew Ikony Matki Bożej „Pocieszycielka” i wzniesiono świątynie pod wezwaniem Wprowadzenia Matki Bożej do Świątyni oraz Świętych Sergiusza z Radoneża i Niny. Trwają prace przy odnowieniu soboru Zmartwychwstania Pańskiego. W 2021 r. zakończono odbudowę 55-metrowej dzwonnicy.
Mniszki zajmują się prowadzeniem domu dziecka, centrum diagnostyki onkologicznej dla kobiet oraz szkoły cerkiewnej.

## Przełożone monasteru[3]
- ihumenia Teofania (Gotowcowa), 1849–1866
- ihumenia Eustolia (Jerofiejewa), 1866–1886
- ihumenia Walentyna (Iwanowska), 1888–1904
- ihumenia Antonia (Reinbot), 1904–1916
- ihumenia Teofania (Rentel), 1917–1932
- ihumenia Zofia (Silina), od 1996 (godność ihumeni nadana w 2002)[5]